# Messias Rodrigues da Silva Júnior
Messias Rodrigues da Silva Júnior, mais conhecido apenas como Messias (São Mateus, 3 de novembro de 1994), é um futebolista brasileiro que atua como zagueiro. Atualmente joga no Goiás, por empréstimo do Santos.

## Carreira
Messias representou a academia de juniores do São Mateus e do Cruzeiro Esporte Clube antes de se transferir para a academia do América Futebol Clube em 2013. Em 2 de fevereiro de 2014, ele foi promovido ao time profissional, assinando um acordo que o manteria no clube até 2016.
Em 28 de novembro de 2015, fez sua estreia pela equipe, começando com um empate em 0-0 contra o Botafogo na Série B.
Na temporada de 2016, Messias jogou sua primeira partida na liga na derrota por 2 a 0 contra o Palmeiras, substituindo o lesionado Roger.
Jogou regularmente na temporada de 2017, atuando 47 vezes pelo clube e marcando um gol, tendo seu lado vencido a Série B e, assim, conseguido a promoção à Série A.
Em 5 de janeiro de 2018, o contrato de Messias foi prorrogado até dezembro de 2022.
Em 30 de janeiro de 2019, Messias foi emprestado ao clube português Rio Ave até meados de 2020 por € 200.000. Fez 15 partidas pelo clube.
Com o direito de compra não exercido, voltou ao América no segundo semestre de 2020. Ao todo, disputou 157 jogos pelo América e fez 8 gols.
Chegou ao Ceará em 2021 e disputou 95 jogos pelo Vozão, marcou 3 gols, sendo neste ano 47 partidas em 2022, quando o clube foi rebaixado para a Série B.
Chegou ao Santos FC para a temporada de 2023 com contrato válido por três anos. Fã de Kobe Bryant, vestiu a camisa 24 no clube.
No dia 10 de abril de 2024, foi confirmado que Messias foi emprestado ao Goiás, por um contrato de empréstimo até o fim da temporada.

## Títulos
América Mineiro
- Campeonato Brasileiro - Série B: 2017
- Campeonato Mineiro: 2016